# 大垣市
大垣市（日语：／ Ōgaki shi */?），是日本中部岐阜縣西南方的城市，是目前日本唯一同時有兩個飛地轄區的市町村。柿子的著名产地，昔日寫作「大柿」。奧之細道的終點。戰國時代為齋藤氏的领土，杭瀨川之戰所在地。
大垣市又有「水之都」之稱，意思就是水鄉，到處都有河川。大垣城把一些河川作為護城河，在大垣城最內側的護城河被填平成為公園。觀光客在護城河可以搭乘有歷史風味的遊覽船。大垣市的水運是相當發達的，在以前的港口可以看到300年以前建造的燈塔。以往坐船去南方海邊的旅客很多。十八世紀的俳句詩人松尾芭蕉也曾在此搭過船，根據他的遊記「奧之細道」，他從江戶經過東北日本到大垣結束了他的旅行。
這裡的地下水也很豐富，自然湧出的地方很多，不必買飲料水，隨時都可以喝得到好喝的水。許多廠商利用這地下水製作點心，除了食品業，豐富又清澈的地下水也帶動纖維工業的發展。 

## 歷史
- 1889年（明治22年）7月1日 - 町村制施行，安八郡大垣町成立
- 1918年（大正7年）4月1日 - 市制施行。
- 1928年（昭和3年）4月15日 - 安八郡北杭瀨村之一部（木戶・南一色・笠木・笠縫・河間）編入。殘部編入赤坂町。
- 1934年（昭和9年）12月5日 - 安八郡南杭瀨村編入。
- 1935年（昭和10年）6月1日 - 安八郡多藝島村編入。
- 1936年（昭和11年）6月1日 - 安八郡安井村編入。
- 1940年（昭和15年）2月11日 - 不破郡宇留生村・靜里村編入。
- 1947年（昭和22年）10月1日 - 不破郡綾里村・安八郡洲本村編入。
- 1948年（昭和23年）6月1日 - 安八郡淺草村編入。
- 1948年（昭和23年）10月 - 安八郡川並村・牧村之一部（馬瀨）編入。
- 1949年（昭和24年）4月1日 - 安八郡中川村編入。
- 1951年（昭和26年）4月1日 - 安八郡和合村編入。
- 1952年（昭和27年）6月1日 - 安八郡三城村編入。
- 1954年（昭和29年）10月1日 - 不破郡荒崎村分村編入。
- 1967年（昭和42年）9月1日 - 不破郡赤坂町編入。
- 1988年（昭和63年）4月 - 市民憲章制定。
- 2006年（平成18年）3月27日 - 安八郡墨俣町、養老郡上石津町編入，成為大垣市的兩處飛地。

## 姊妹都市・友好都市
| 城市                      | 國家           | 締結日期     |
| ------------------------- | -------------- | ------------ |
| 鹿兒島市（鹿兒島縣）      | 日本           |              |
| 日置市（鹿兒島縣）        | 日本           |              |
| 昌原市（慶尚南道）        |                |              |
| 邯鄲市（河北省）          | 中华人民共和国 | 1988年9月1日 |
| 伯里亞（俄亥俄州）        | 美国           |              |
| 斯圖加特（巴登-符滕堡州） | 德国           |              |
| 那慕爾（那慕爾省）        | 比利时         |              |
| 格倫艾拉（維多利亞州）    |                |              |

## 旅遊
- 大垣城
- 墨俁城